# やさしいキスをして
「やさしいキスをして」は、DREAMS COME TRUEの楽曲。DREAMS COME TRUEの31stシングル。ユニバーサルJ、DCT recordsから発売された。

## 概要
- 前作「IT'S ALL ABOUT LOVE」以来1年半ぶりのシングル。ドリカムのシングルで最もブランクが長く、日本語詞のシングル発売は「いつのまに」以来約2年半ぶりとなった。
- 本作以降、CDはユニバーサルミュージックから発売となる。
- 表題曲は、TBS系ドラマ『砂の器』主題歌として書き下ろされ、ドラマチックな大人の歌謡曲に仕上げられた。12thアルバム『DIAMOND15』にも収録され、こちらではフェードアウトしないアレンジとなっている。
- ミュージック・ビデオが制作され、宮崎あおい・斉藤慶太・脇知弘・北村栄基・剛たつひと・伊藤高史が出演しているほか、吉田と中村をモチーフにしたアニメキャラクターが登場する（このPVは「DIAMOND15」の初回盤DVDに収録された）。2018年からはYouTubeにて配信されており再生回数は580万回を超えている。(後に宮崎あおいとアニメキャラクターは『連れてって 連れてって』のミュージックビデオにも引き続き出演している[3]。)
- カップリングには『LOVE GOES ON…』収録曲「うれしい! たのしい! 大好き!」のアコースティックバージョンを収録。
- ドラマヒットの影響もあって30万枚以上の売上を記録し、2000年代に発売されたドリカムのシングルでは最大の売上を記録した。また、この曲で1997年以来7年ぶりにNHK紅白歌合戦出場を果たした[4]。

## 収録曲
| #         | タイトル                                                     | 作詞      | 作曲      | 編曲      | 時間 |
| --------- | ------------------------------------------------------------ | --------- | --------- | --------- | ---- |
| 1.        | 「やさしいキスをして」(TBS系ドラマ『砂の器』主題歌)          | 吉田美和  | 中村正人  | 中村正人  | 3:45 |
| 2.        | 「うれしい! たのしい! 大好き! ～15th ANNIVERSARY SPECIAL～」 | 吉田美和  | 吉田美和  | 中村正人  | 4:16 |
| 合計時間: | 合計時間:                                                    | 合計時間: | 合計時間: | 合計時間: | 8:04 |

## ミュージックビデオ
| 曲名               | ミュージックビデオ                               |
| ------------------ | ------------------------------------------------ |
| やさしいキスをして | Dreams Come True「やさしいキスをして」 - YouTube |

## タイアップ
| 曲名               | タイアップ                  |
| ------------------ | --------------------------- |
| やさしいキスをして | TBS系ドラマ「砂の器」主題歌 |

## 収録アルバム
- DIAMOND15(2004年12月8日、アルバムバージョン)
- DREAMS COME TRUE GREATEST HITS "THE SOUL 2"(2009年3月21日)
- DREAMS COME TRUE THE BEST! 私のドリカム(2015年7月7日)
- DOSCO prime(2020年10月4日、DOSCO primeバージョン)

## カバー
| 楽曲               | リリース       | アーティスト  | 収録作品                                                                                | 備考 |
| ------------------ | -------------- | ------------- | --------------------------------------------------------------------------------------- | ---- |
| やさしいキスをして | 2007年3月20日  | YASU          | 「ピアノで奏でるJ・POP (瞳をとじて)」                                                   |      |
| やさしいキスをして | 2007年8月15日  | 徳永英明      | カバーアルバム「VOCALIST 3」                                                            |      |
| やさしいキスをして | 2007年9月12日  | 杏里          | カバーアルバム「tears of anri」                                                         |      |
| やさしいキスをして | 2007年11月8日  | Mind=Voice    | オムニバスアルバム「S Reggae Covers! -Dramatic songs-」                                 |      |
| やさしいキスをして | 2008年5月2日   | Smooth J      | 「SMOOTH SOUND COLLECTION VOL.1」                                                       |      |
| やさしいキスをして | 2011年3月16日  | 杉崎こころ    | 配信のみ                                                                                |      |
| やさしいキスをして | 2012年11月7日  | Ms.OOJA       | カバーアルバム「WOMAN -Love Song Covers-」                                              |      |
| やさしいキスをして | 2012年12月5日  | さくらまや    | カバーアルバム「まや☆カラ カラオケクイーンさくらまやと歌おう!!」                        |      |
| やさしいキスをして | 2013年12月4日  | URATA NAOYA   | カバーアルバム「UNCHANGED」                                                             |      |
| やさしいキスをして | 2013年9月4日   | やなわらばー  | カバーアルバム「涙唄」                                                                  |      |
| やさしいキスをして | 2014年2月12日  | Mo'Nique      | 「Love Song - Sweet J-Ballads」                                                         |      |
| やさしいキスをして | 2014年3月12日  | 中島美嘉      | カバーアルバム「ずっと好きだった〜ALL MY COVERS〜」                                     |      |
| やさしいキスをして | 2014年3月26日  | 中島美嘉      | トリビュートアルバム「私とドリカム -DREAMS COME TRUE 25th ANNIVERSARY BEST COVERS-」    |      |
| やさしいキスをして | 2014年12月10日 | 川畑要        | カバーアルバム「ON THE WAY HOME」                                                       |      |
| やさしいキスをして | 2015年4月1日   | 川畑要        | トリビュートアルバム「私とドリカム2 -ドリカムワンダーランド2015 開催記念 BEST COVERS-」 |      |
| やさしいキスをして | 2015年1月10日  | 中森明菜      | カバーアルバム「歌姫4 -My Eggs Benedict-」                                              |      |
| やさしいキスをして | 2016年4月21日  | lkuko         | 「My Lights and Shadows」                                                               |      |
| やさしいキスをして | 2016年9月7日   | 涼風真世      | アルバム「Fairy」                                                                       |      |
| やさしいキスをして | 2017年2月27日  | LOVERS ROCREW | 「LOVERS POP "Swear"」                                                                  |      |
| やさしいキスをして | 2017年9月27日  | Rune          | 「Rune Cover Selection」                                                                |      |
| やさしいキスをして | 2017年11月15日 | 水谷千重子    | 「ジョインがお好きでしょ」                                                              |      |
| やさしいキスをして | 2018年10月17日 | 島津亜矢      | カバーアルバム『SINGER 5』                                                              |      |
| やさしいキスをして | 2019年9月4日   | 清春          | カバーアルバム「Covers」                                                                |      |